# USS Philip (DD-498)
Pour les autres navires du même nom, voir USS Philip.
L'USS Philip (DD/DDE-498) est un destroyer de la classe Fletcher en service dans la Marine des États-Unis pendant la Seconde Guerre mondiale. Il a été nommé en l'honneur du contre-amiral John Woodward Philip (1840–1900).
Parmi les officiers subalternes lors de la mise en service, se trouvait l'enseigne Benjamin C. Bradlee, qui devint plus tard rédacteur en chef du Washington Post.

## Construction
Sa quille est posée le 7 mai 1942 au chantier naval Federal Shipbuilding and Drydock Company de Kearny, dans l'état du New Jersey. Il est lancé le 23 octobre 1942 ; parrainée par Mme Barrett Philip, et mis en service le 21 novembre 1942.

## Historique

### Campagne des îles Salomon: juin 1943 - mars 1944
La première mission du Philip eut lieu au petit matin du 30 juin 1943 lorsqu'il bombarda des installations dans la région des îles Shortland dans le sud-ouest du Pacifique. Opérant dans l'écran de protection du second groupe de transport, le Philip, le 15 août 1943, fit bonne figure lors de son premier accrochage avec l'ennemi. Plusieurs explosions de bombes ont été vues près de la plage de Barakoma sur l'île de Vella Lavella, indiquant que les bombardiers japonais attaquaient les péniches de débarquement (Landing Craft Infantry - LCI) déchargeant à cet endroit. Quelques minutes plus tard, deux bombardiers en piqué se sont dirigés vers le Philip pour décharger leurs explosifs. Chacun a largué une bombe, mais les deux ont manqué leur cible. Le premier avion, pris sous le feu des canons du navire, a continué à se rapprocher jusqu'à ce qu'un Vought F4U Corsair ami prenne le relais. Les canons ont été déplacés vers le second et ils l'ont rapidement abattu.
Les avions japonais sont revenus pour une autre attaque à la tombée de la nuit. Silhouette claire contre une pleine lune, le Philip était la cible la plus désirable. Un sillage de torpilles est passé à quelques mètres à l'arrière et un autre a traversé parallèlement au navire après avoir été vu à temps pour prendre des mesures d'évitement. Les canons du navire ont continué à tirer sur l'un des bombardiers, pour finalement l'abattre.
Au cours de la soirée suivante, les avions japonais ont de nouveau effectué plusieurs attaques. Cette fois, leur objectif s'est avéré être les encombrants bâtiments de débarquement de chars (Landing Ship Tank - LST) qui se retiraient de la plage de Barakoma. Alors qu'il déployait un écran de fumée et tirait sur les avions, le Philip entra en collision avec le destroyer USS Waller (DD-466) sous le couvert de sa propre fumée. Bien que les deux navires aient été endommagés, les équipes de contrôle des dommages des deux navires ont installé des étayages pour éviter l'inondation et sont restés dans la bataille. Le Philip a continué à tirer sur les avions japonais, l'un d'eux a été abattu et un autre a été déclaré comme pouvant être détruit.
Les Japonais ont continué à presser leurs attaques dans le but de déloger les forces américaines de leur emprise sur les îles Salomon. Un avion a lâché sa torpille et a volé entre les piles du navire, et un autre a été abattu, s'écrasant dans la mer à 30 mètres à bâbord. Lors d'une deuxième attaque, deux torpilles sont tombées à 15 mètres à l'arrière. Les tireurs anti-aériens du Philip ont abattu l'un des bombardiers-torpilleurs.
Deux jours plus tard, alors qu'il dirigeait un convoi hors de Tulagi, le destroyer a lancé deux attaques sur ce qui semblait être un sous-marin japonais, sans dommage pour l'ennemi.
Le 27 octobre, le destroyer a tiré sur des emplacements de mortier sur l'île Mono, puis est entré dans Blanche Harbor des Îles du Trésor des îles Salomon. Six avions ennemis Aichi D3A ont tenté de détruire les transports qui s'y trouvaient. L'attaque a été repoussée et le Philip a fait sa part en frappant un avion, qui a été vu s'envoler en flammes.
Un balayage de barge au large de Bougainville et un bombardement de la baie de Choiseul ont été effectués le 8 janvier 1944 ; dix jours plus tard, le destroyer est revenu pour un appui de tir sur Bougainville, ratissant les côtes nord-est de l'île avec des tirs de surface.
Dirigeant un convoi de LCI à Bougainville le 15 février, le Philip a résisté à une attaque de bombardement similaire aux actions précédentes; mais il a répliqué de la même manière, endommageant un avion et repoussant les autres.
Après un bombardement de la baie de l'Impératrice-Augusta le 14 mars, le Philip est parti pour prendre part à la campagne des Mariannes. Du 17 juin à la fin juillet, les canons du destroyer ont été utilisés presque quotidiennement contre les positions ennemies sur Saipan et Tinian. Les emplacements de canons connus, les concentrations de troupes et les champs d'aviation étaient les principales cibles, bien que plusieurs engagements de moindre importance aient été effectués contre de petites embarcations à Tinian et des bateaux dans le port de Tanapag.

### Campagne des Philippines, décembre 1944 - avril 1945
Les Philippines sont venues ensuite. Un assaut sur Mindoro, du 12 au 15 décembre, fut sa première étape. Un avion a été endommagé dans la bataille. Des attaques aériennes plus violentes ont eu lieu lorsque le Philip a rejoint une force de protection autour d'un échelon de réapprovisionnement se déplaçant de Leyte à Mindoro, plus tard dans le mois. Des raids fréquents avec des bombardements coordonnés et des attaques suicides par jusqu'à six avions en même temps ont accueilli le lent convoi pendant tout son voyage. Deux des attaquants ont été abattus par le destroyer et un autre a été endommagé. Un obus de 20 millimètres, tiré par un Landing craft tank (LCT) sur un avion japonais, a atterri sur le bouclier en aluminium de l'aile de pont tribord du navire, perçant un trou dans la structure et blessant deux hommes. L'un des hommes blessés est mort cinq heures après l'accident.
De nombreux navires n'ont pas eu la même chance que le Philip, qui s'en est sorti avec relativement peu de dommages. Des avions kamikazes ont frappé plusieurs des navires marchands les moins maniables.
Lorsque le destroyer USS Gansevoort (DD-608) a été touché par un kamikaze, le Philip a aidé deux de ses hommes, agissant de leur propre initiative, à monter à bord du destroyer en panne, à mettre ses grenades sous-marines en sécurité et à les larguer.
En quittant Leyte le 5 janvier 1945, le Philip a rejoint un groupe de travail qui a envahi le golfe de Lingayen sur l'île de Luçon des Philippines, le 9 janvier. Le destroyer est resté dans la zone jusqu'au 12 janvier, protégeant les transports lors de leur déchargement. Plusieurs attaques aériennes et assauts de bateaux-suicides ont eu lieu pendant le voyage depuis Leyte.
Tôt le matin du 10 janvier, le destroyer a défié une petite embarcation qu'il a repérée au radar. La petite embarcation, au comportement étrange, n'a pas répondu. Après avoir éclairé le petit bateau chargé d'explosifs, le Philip a ouvert le feu avec ses mitrailleuses de 20 millimètres et de .45 (11 mm). Le bateau a viré brusquement, se dirigeant directement vers le côté bâbord du navire au milieu du navire, mais a été explosé 20 mètres avant sa touche.
Deux brèves missions d'appui-feu ont été menées dans le cadre de l'occupation de la péninsule de Zamboanga, à Mindanao, au cours du mois de mars, et des assauts sur les îles Sanga-Sanga et Jolo, archipel des Sulu, auxPhilippines, ont été menés avec succès par le Philip du 2 au 10 avril.

### Campagne de Bornéo, avril - juillet 1945
Le 30 avril, le destroyer rejoint une unité d'attaque spéciale pour transporter, protéger et établir des unités de la 26e Brigade australienne à Sauau, Bornéo, dans les Indes orientales néerlandaises (Nederlands-Indië - N.E.I). Des débarquements majeurs sur l'île de Tarakan suivirent un jour plus tard ; l'opposition ennemie en force était étonnamment absente.

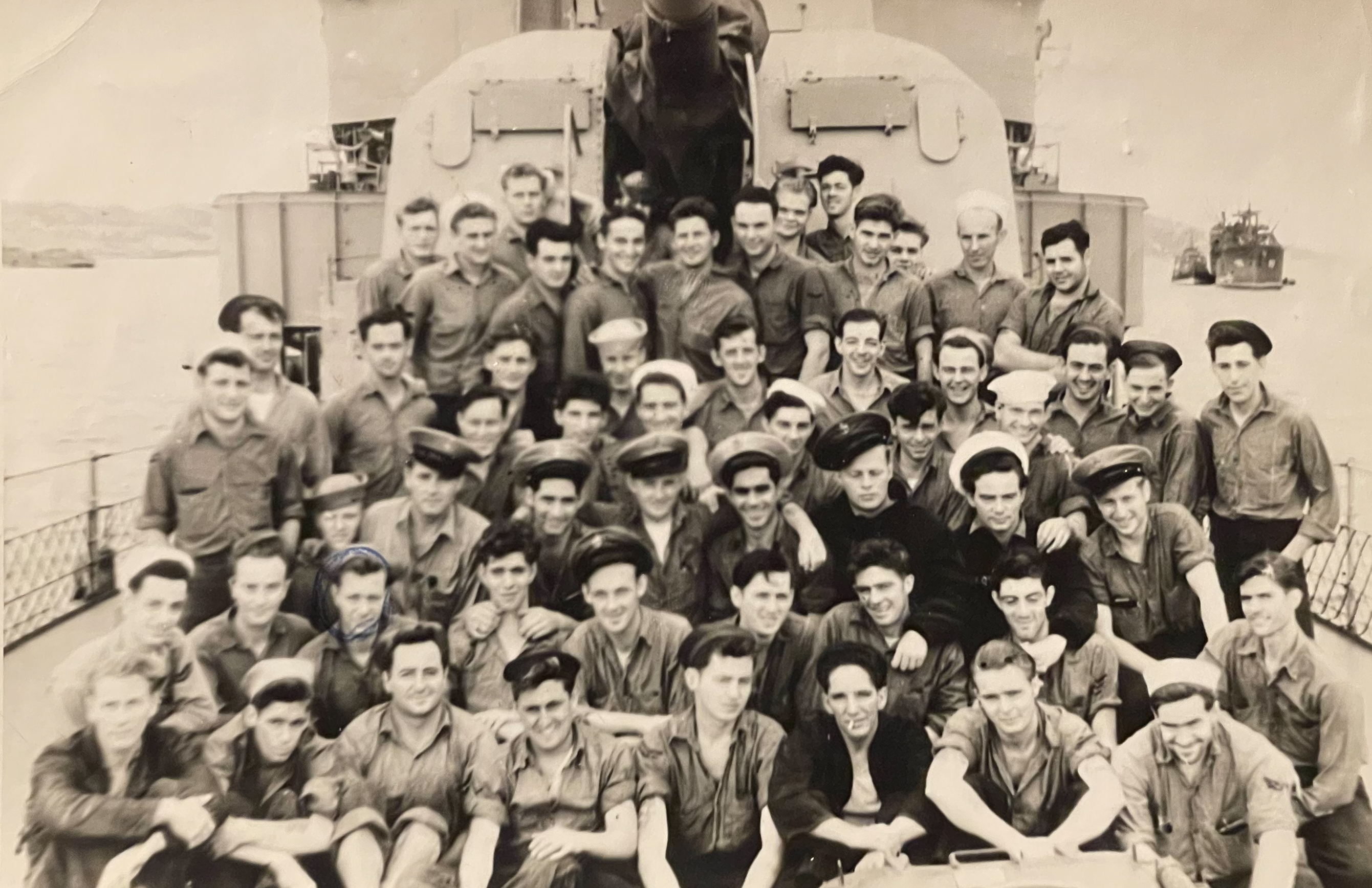
Les membres restants de l'équipage original de l'USS Philip lors du 3e anniversaire de sa mise en service, le 21 novembre 1945. Photo prise à Okinawa, Japon.

Relevé du service de piquet radar au large de la baie de Brunei le 12 juin, le Philip rejoignit un groupe de dragage de mines et partit nettoyer la zone de Miri-Luton, à Bornéo, en préparation d'un assaut qui devait avoir lieu sept jours plus tard.
Ayant précédemment ouvert la voie à un débarquement d'assaut dans la baie de Brunei, Bornéo, le Philip a couvert les "balayages" pendant les préparatifs de l'invasion suivante. Un total de 246 mines ont été retirées de la zone fortement plantée, non sans perte d'un précieux matériel de dragage. Les positions hostiles des canons dans la région de Miri ont été atténuées par le destroyer pendant que les dragueurs de mines effectuaient leur travail.
Des éléments du Ier corps australien (First Australian Corps), chargés à Morotai, débarquèrent à Balikpapan, Bornéo, le 1er juillet, tandis que le Philip montait la garde contre toute tentative de l'ennemi d'entraver l'invasion. Restant dans la région jusqu'au 19 juillet, le destroyer bombarda les côtes environnantes et aida à repousser les faibles attaques aériennes que les Japonais pouvaient lancer.
La fin de la guerre a suivi l'opération de Bornéo, mais elle n'a pas entraîné le retour immédiat aux États-Unis du destroyer très occupé. Il est envoyé en Chine pour détruire des mines et reste dans la région du Pacifique jusqu'à la fin de 1945.
Le destroyer vétéran est revenu sur la côte ouest juste à temps pour permettre à l'équipage de passer le réveillon du Nouvel An sur le sol américain. Il a ensuite navigué vers l'Atlantique et, par une directive datée de janvier 1947, a été mis hors service, en réserve, attaché à la flotte de réserve de l'Atlantique des États-Unis (US Atlantic Reserve Fleet), amarré à Charleston, en Caroline du Sud.
La classification du Philip a été changée en destroyer d'escorte DDE-498 le 26 mars 1949.

### Guerre de Corée, 1950 - 1954
Le Philip a été remis en service à Charleston, en Caroline du Sud, le 30 juin 1950, et a navigué vers la zone du canal de Panama et San Diego en route vers son nouveau port d'attache, Pearl Harbor. Il y est arrivé le 10 septembre 1950 et a immédiatement pris part aux exercices avancés de chasse et de destruction. Au cours de l'automne 1950, le Philip servit de garde aérien pour l'avion transportant le Président Harry S. Truman à sa conférence en pleine mer avec le Général Douglas MacArthur sur l'île de Wake, pour discuter de la conduite de la guerre de Corée.
Le Philip quitte Pearl Harbor le 1er juin 1951 pour Midway et Yokosuka, au Japon. Le 15 juin, il rejoint la Task Force 77 (TF 77) dans la mer du Japon pour protéger la force opérationnelle des porte-avions rapides lors des opérations aériennes contre les forces ennemies en Corée du Nord. Il est retourné au Japon pour des exercices de lutte anti-sous-marine du 30 juin au 10 juillet, et le lendemain, il a fait route vers Taïwan pour patrouiller dans le détroit de Taïwan. Une visite à Hong Kong qui a commencé le 29 juillet a été interrompue par le typhon Louise. Pendant le mois d'août, le Philip a continué ses patrouilles, et début septembre, il a effectué des exercices anti-sous-marins au large d'Okinawa jusqu'au 11 septembre, date à laquelle il a fait escale à Yokosuka pour son entretien.
Le 24 septembre 1951, le Philip se dirige vers la côte est de la Corée. Il escorta la TF 77 jusqu'au 3 octobre, date à laquelle il reçut des ordres qui l'envoyèrent sur la côte ouest de la Corée avec les forces navales des Nations unies qui comprenaient des unités australiennes et britanniques. Ici, le Philip a protégé le groupe de porte-avions, et a servi à faire respecter le blocus naval sur le 38e parallèle.
Luttant contre le typhon le plus dévastateur depuis des années, Ruth, le Philip est retourné au service de la TF 77, rejoignant le 15 octobre. Libéré de ce service le 31 octobre. Le Philip s'est rendu à Yokosuka, et est parti le 2 novembre pour Pearl Harbor.
A son arrivée à Pearl Harbor, le navire a commencé une période de manœuvre, qui a été suivie par une période de formation de recyclage. L'entraînement en cours de route et la garde aérienne se poursuivirent jusqu'au 27 octobre 1952, date à laquelle le Philip commença une courte période de cale sèche, dans le cadre de sa préparation pour un autre tour de service dans la guerre de Corée. Il quitte Pearl Harbor le 10 novembre, à destination de Yokosuka, au Japon, où il arrive dix jours plus tard.
Tard dans l'après-midi du 25 novembre 1952, le Philip rejoint la Task Force 78 (TF 78) et commence à travailler pour la protection de la Task Force. Plus tard, il participe à une patrouille de bombardement côtier en compagnie du croiseur lourd USS Los Angeles (CA-135) aux environs de 38° 30′ N de latitude, au large de la côte est de la Corée. Le 5 décembre, les deux navires sont entrés dans le port de Wonsan pour tirer sur des cibles côtières, puis sont retournés à la ligne de bombardement pour effectuer des missions de tir d'appel. Du 8 décembre au 27 décembre, la TF-78 a repris sa marche régulière, interrompue seulement par une recherche nocturne d'un contact sonar et deux missions de sauvetage de pilotes d'avions abattus. Après une période de disponibilité à Yokosuka, le Philip reprit un service similaire jusqu'en mai 1953.
Le Philip retourna à Pearl Harbor le 29 mai 1953, et participa pendant un mois à des exercices d'entraînement. Fin juin, il commence une révision intensive de trois mois au chantier naval de Pearl Harbor (Pearl Harbor Naval Shipyard). La révision terminée, il retourna à un programme chargé d'opérations dans le groupe hawaïen qui comprenait des missions de recherche et de sauvetage, des exercices anti-sous-marins, des exercices de bombardement côtier, et des fonctions de garde d'avions porteurs.
Un exercice majeur de la flotte occupe le Philip pendant les premiers mois de 1954, et il commence alors à se préparer pour un autre voyage dans le Pacifique occidental. Le 14 juin, il est parti pour Yokosuka au Japon, où il est arrivé le 23 juin, s'amarrant le long du navire ravitailleur USS Hamul (AD-20) pour deux jours de disponibilité. Le Philip a ensuite fait route vers le détroit de Shimonoseki et Chinhae, en Corée. Après s'être présenté au service de la Task Force 95 (TF 95), le Philip se rendit à Inchon pour rejoindre le porte-avions britannique HMS Warrior (R31) et agir comme protection aérienne envers lui dans le cadre du blocus des Nations unies. Le Philip a escorté le Warrior à Kure, au Japon, le 4 juillet, et a navigué jusqu'à Sasebo pour une semaine de disponibilité restreinte.

### 1954 - 1957
Après un nouveau service dans les eaux coréennes, le Philip a quitté le Japon pour Pearl Harbor, où il est arrivé le 29 août 1954 pour une révision d'un mois. Il a repris ses activités dans les îles Hawaï jusqu'au 15 mars 1955, date à laquelle il est entré dans le chantier pour une révision complète. La révision est suivie d'un entraînement de remise à niveau et de la préparation d'un autre déploiement en Extrême-Orient. Le 8 août 1955, il s'embarque pour Yokosuka, au Japon, où il arrive dix jours plus tard. Au cours de cette période de service, il participe à des exercices de lutte anti-sous-marine à grande échelle au large d'Okinawa, opère avec la Task Force 77, et sert dans la patrouille de Taiwan avant de rentrer à sa base le 6 janvier 1956.
Les opérations dans les eaux hawaïennes occupèrent le Philip entre le 15 janvier 1956 et le 30 octobre, date à laquelle il reprit le chemin de l'Extrême-Orient. Servant principalement dans les eaux japonaises, le Philip a accompli un tour plus court que précédemment, et était de retour à Pearl Harbor le 22 janvier 1957.

### 1957 - 1968
Au cours de l'année 1957, il rejoint le 25e escadron de destroyers (Destroyer Squadron 25), unique par ses trois divisions, au lieu des deux habituelles. Les destroyers d'escorte du 25e escadron étaient déployés de telle sorte qu'une division sur trois se trouvait en Extrême-Orient à tout moment, et c'est selon ce programme que le Philip s'est de nouveau embarqué pour l'Orient le 27 décembre.
Arrivé à Yokosuka le 5 janvier 1958, le Philip a participé à des exercices au large du Japon et d'Okinawa, dans les îles Philippines, et dans la mer de Chine méridionale jusqu'au 23 avril, lorsque sa division a commencé son voyage de retour, par une route inhabituelle. Arrivé à Brisbane, en Australie, le 2 mai, le Philip a visité Melbourne et Sydney, en Australie, et Wellington, en Nouvelle-Zélande, et Pago Pago, dans les Samoa américaines, avant de revenir à Pearl Harbor le 29 mai. C'est là qu'il a repris ses opérations dans le groupe hawaïen (Hawaiian Group) pendant le reste de l'année 1958.
De la fin du mois de juin 1958 jusqu'à la fin du mois de janvier 1959, le Philip a pris part à des opérations de chasseur-tueur, a effectué des bombardements côtiers, des tirs aériens et de surface, des exercices anti-sous-marins sur un ou deux navires, et a rempli les fonctions de destroyer de garde pour le super-porte-avions USS Ranger (CV-61). Le 18 février, le Philip et les autres destroyers d'escorte de la 252e division de destroyers (DesDiv 252) ont appareillé et se sont rendus à Yokosuka, au Japon. Le Philip a opéré autour du Japon et dans la mer de Chine méridionale avant d'arriver à Brisbane, en Australie, le 11 juillet. Le déploiement s'est terminé à Pearl Harbor le 30 juillet.
La division a de nouveau quitté Honolulu pour Yokosuka le 22 avril 1960. Après avoir opéré dans les eaux du Japon et d'Okinawa, le Philip est retourné à Pearl Harbor le 29 Octobre 1960. Le 4 février 1962, le Philip est reparti pour Yokosuka. Cette croisière a été passée dans les eaux du Japon, des Philippines et du Vietnam. À partir du 1er juillet 1962, le Philip a été redésigné de DDE à DD. Le Philip revient à Pearl Harbor le 18 juillet 1962.
Le 3 octobre 1962, le Philip opère avec le porte-avions de classe Essex USS Kearsarge (CVS-33) (navire de récupération primaire) dans la récupération de l'astronaute Wally Schirra qui volait à bord de la mission Mercury - Atlas 8 qui s'est écrasé dans le Pacifique à la position géographique de 32° 07′ 30″ N, 174° 45′ 00″ O.
Le Philip repart pour Yokosuka le 12 novembre 1963, opérant à nouveau dans les eaux japonaises, philippines et vietnamiennes, et retourne à Pearl Harbor le 10 avril 1964. Après une autre période d'opérations en dehors d'Hawaii, le Philip fait à nouveau route vers Yokosuka le 19 avril 1965. Cette croisière a été marquée par une mission à la station Yankee au Vietnam et par une patrouille dans le détroit de Taiwan. Il est rentré à sa base le 1er octobre 1965.
L'USS Philip a été présenté dans le film Première Victoire (en anglais : In Harm's Way, littéralement : La Voie difficile) d'Otto Preminger en 1965 avec John Wayne. Il apparaît comme le destroyer fictif USS Cassiday (avec un numéro de coque modifié de DD-298) qui sort de Pearl Harbor au début de l'attaque du 7 décembre 1941, rejoint le croiseur du personnage de Wayne dans un groupe de travail ad hoc, charge un sous-marin japonais qui attaque le groupe de travail, et se range à côté du croiseur du personnage de Wayne pour lui porter secours après qu'il a été torpillé par le même sous-marin japonais.
Le Philip a été désarmé le 30 septembre 1968 et rayé de la liste de la Marine (Naval Vessel Register) le 1er octobre 1968. Il a été vendu le 15 décembre 1971 mais a coulé dans une tempête lors de sa route vers un chantier de démolition pour ferraillage le 2 février 1972.

## Décorations
Le Philip  a reçu neuf battles stars pour son service pendant la Seconde Guerre mondiale et cinq battles stars pendant la guerre de Corée.

### Littératures
- (de) Stefan Terzibaschitsch: Zerstörer der U.S. Navy. Bechtermünz Verlag, Augsburg 1997,  (ISBN 3-86047-587-8).
- (en) Alan Raven: Fletcher Class Destroyers. Naval Institute Press, Annapolis 1986,  (ISBN 0-87021-193-5).
- (en) Jerry Scutts: Fletcher DDs (US Destroyers) in action (Warships No. 8). Squadron/signal publications, Carrollton Texas 1995,  (ISBN 978-0-89747-336-1).
- (en) Theodore Roscoe: Destroyer Operations in World War II. United States Naval Institute, Annapolis 1953,  (ISBN 978-0-87021-726-5).